# Stojadła

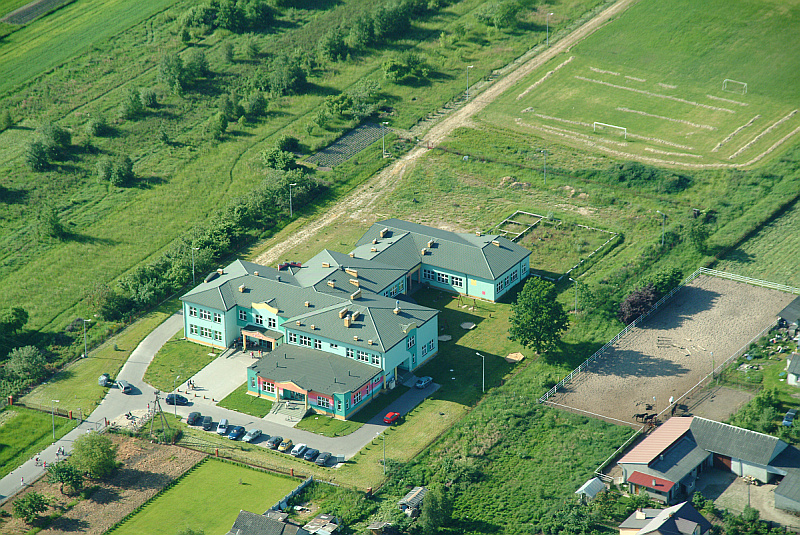
Zespół Szkół im. kard. S. Wyszyńskiego

Stojadła – wieś sołecka w Polsce położona w województwie mazowieckim, w powiecie mińskim, w gminie Mińsk Mazowiecki. Leży w zachodniej części gminy.
Położona jest na zachód od Mińska Mazowieckiego, przy trasach DK50 i DK92. Na północ od wsi przebiega fragment autostrady A2 stanowiący obwodnicę Mińska Mazowieckiego. W 2007 oddano do użytku jednojezdniową obwodnicę miejscowości (a zarazem zachodnią obwodnicę Mińska Mazowieckiego) w ciągu drogi krajowej nr 50, z wiaduktem nad linią kolejową i Węzłem drogowym typu B z DK92.
Miejscowość posiada zabudowę jednorodzinną, usługową, techniczno-produkcyjną.
| SIMC    | Nazwa     | Rodzaj    |
| ------- | --------- | --------- |
| 0681974 | Księżówka | część wsi |

Wieś szlachecka położona była w drugiej połowie XVI wieku w powiecie garwolińskim ziemi czerskiej województwa mazowieckiego. W latach 1975–1998 miejscowość administracyjnie należała do województwa siedleckiego. 
Na terenie miejscowości znajduje się wiele punktów handlowo-usługowych: stacja paliw BP, restauracja McDonald's, hipermarket Carrefour, galeria handlowa Partner, market budowlany Castorama, salony samochodowe Skoda i Citroen.
Wierni Kościoła rzymskokatolickiego należą do parafii Matki Bożej Jasnogórskiej w Królewcu (częściowo).

## Infrastruktura techniczna
1. Zaopatrzenie w wodę - z rozbudowanego wodociągu, zasilanego z ujęcia wód głębinowych dla m. Mińsk Mazowiecki.
2. Oprowadzenie ścieków bytowo - gospodarczych siecią kanalizacji sanitarnej do oczyszczalni ścieków w Mińsku Mazowieckim.
3. Odprowadzenie wód opadowych. Wody deszczowe odprowadzone są za pomocą rozwiązań indywidualnych, powierzchniowo, przez infiltrację do gruntu lub do lokalnych cieków.
4. Ciepłownictwo. Ogrzewanie budynków indywidualnie z własnych źródeł ciepła. Zauważa się wzrost wykorzystania ekologicznych czynników takich jak: olej opałowy, gaz, energia elektryczna i słoneczna.
5. Gazownictwo. Zaopatrzenie w gaz z sieci gazowej średniego ciśnienia.
6. Elektroenergetyka. Występuje pełne zaopatrzenia w energię elektryczną przez Rejon Energetyczny.
7. Gospodarka odpadami. Gromadzenie odpadów stałych w pojemnikach na terenie posesji i ich okresowy wywóz na wysypisko odpadów stałych zlokalizowane poza granicami miejscowości.

## Mikroklimat
Podstawowe parametry meteorologiczne przedstawiają się następująco:
- temperatury powietrza od – 4,8 st. C w lutym do 18,0 st. C w lipcu,
- średnia roczna temperatura powietrza wynosi 6,9-7,1 st. C,
- liczba dni pochmurnych – 140 - 160 dni,
- opady roczne – 560-623 mm,
- liczba dni z pokrywą śnieżną – 40-45 dni,
- średnia prędkość wiatru - 3 m/s.

## Edukacja
- Zespół Szkół im. Kardynała Stefana Wyszyńskiego, wyposażony w 10 sal lekcyjnych, salę gimnastyczną, bibliotekę, stołówkę, przestronne korytarze i nowoczesną pracownię komputerową. Uczęszczają tu dzieci z przedszkola i szkoły podstawowej, dawniej też gimnazjum.